# 10730 White
10730 White è un asteroide della fascia principale. Scoperto nel 1987, presenta un'orbita caratterizzata da un semiasse maggiore pari a 2,1645611 au e da un'eccentricità di 0,1104062, inclinata di 3,82765° rispetto all'eclittica.
L'asteroide è dedicato all'astronomo statunitense Nathaniel Miller White.